# Vicente Guerrero (Durango)
Vicente Guerrero è un comune del Messico, situato nello stato di Durango.